# Енисейское речное пароходство
АО «Енисейское речное пароходство» (АО «ЕРП») — крупнейшая судоходная компания Сибири, ведущий грузоперевозчик по водным путям Енисея и его притоков: Ангары, Подкаменной Тунгуски, Нижней Тунгуски и др. Предприятие обладает самым мощным в регионе буксирным, сухогрузным и танкерным флотом.

## История
Енисейское пароходство как государственное предприятие было создано 5 февраля 1931 г. на базе Западно-Сибирского пароходства, как акционерная компания — 14 апреля 1994 г.

## Деятельность
АО «ЕРП» осуществляет перевозки грузов от Абакана до Диксона. Магистральное направление грузоперевозок: Красноярск — Лесосибирск — Дудинка. Доля компании в общем объеме водных транспортировок в этом районе составляет около 75 %. Флот компании состоит из 352 самоходных судов суммарным дедвейтом 738 тыс. тонн, средний возраст судов — 25 лет. Всего Енисейское пароходство насчитывает около 650 судов.
Деятельность Енисейского пароходства связана с функционированием Красноярского края и Хакасии.
Ежегодно услугами предприятия пользуются около 70 контрагентов. На долю металлургического комплекса приходится 63 % всех перевозок, лесного комплекса — 25 %. ГМК Норильский Никель формирует около 50 % общего грузопотока.
ОАО «Енисейское речное пароходство» имеет несколько филиалов, судостроительные и судоремонтные предприятия, а также ряд других структурных подразделений, которые обеспечивают полный производственный цикл деятельности компании.
Красноярский речной порт и Лесосибирский речной порт являются дочерними акционерными обществами ОАО «ЕРП».
В 2005 году пароходство перевезло 3,3 млн тонн грузов. Количество перевезенных пассажиров составило 141 тыс. человек.
Флот ОАО «Енисейское речное пароходство» регулярно пополняется новыми судами; ежегодно со стапелей ОАО «Красноярская судостроительная верфь» сходят несколько судов. Построена серия из десяти барж морского класса. В перспективе — строительство следующей партии из десяти барж с поставкой в 2026 году.
Выручка компании в 2023 году составила 7,8 млрд рублей, чистая прибыль — 811,7 млн руб.
Объем перевозки грузов на навигацию 2024 года составил 3,2 млн тонн (2015 — 4,162 млн тонн, 2017 — 3,2 млн тонн).

## Основные акционеры
- ПАО «ГМК „Норильский никель“» — 71,8% (2014 год)[1]

## Дочерние предприятия
- Красноярский речной порт
- Лесосибирский речной порт
- Красноярская судостроительная верфь
- Красноярский судоремонтный завод
- Подтёсовская ремонтно-эксплуатационная база
- Ермолаевская ремонтно-эксплуатационная база

## Известные капитаны пароходства
- Агапов, Анатолий Андреевич
- Чечкин, Михаил Алексеевич
- Марусев, Иван Тимофеевич, Герой Социалистического Труда, капитан теплохода «Антон Чехов»

## Художественные фильмы
- Мой папа — капитан — 1969 год.

## Факты
С 1992 по декабрь 1999 года на 18-м этаже здания Енисейкого речного пароходства располагался передающий центр телекомпании «Афонтово».